# Пансион (сериал)
«Пансион» — российский мистический телесериал 2022 года режиссёра Святослава Подгаевского, показанный на платформе «Иви». Главные роли в нём сыграли Стася Милославская, Елизавета Шакира, Дмитрий Чеботарёв и Виктория Толстоганова. Сериал получил неоднозначные отзывы критиков.

## Сюжет
Действие телесериала происходит в 1905 году в исправительном интернате для девушек благородного происхождения. Интернат расположен на острове в Балтийском море. Главная героиня по имени Полина приезжает туда, чтобы найти пропавшую сестру. В скором времени она понимает, что воспитанницами интерната овладевает странная одержимость.

## В ролях
- Стася Милославская — Полина Вознесенская
- Елизавета Шакира — Катя Пантелеева
- Дмитрий Чеботарёв — Серафим
- Виктория Толстоганова — Ольга Николаевна Захарова
- Кристина Корбут — Настя Пантелеева
- Вероника Мохирева — Софья Вознесенская
- Валери Зоидова — Вера
- Анжелика Барчан-Орлова — Лена
- Игорь Хрипунов ― отец Кати и Насти
- Екатерина Новокрещенова ― Аня Фролова

## Создание и релиз
Производством занималась компания QS Films (продюсеры Святослав Подгаевский и Иван Капитонов). Режиссёром стал Святослав Подгаевский. Его целью, как он рассказал в одном из интервью, было создать герметичный триллер, «разобраться, почему люди способны на жестокие поступки и действительно ли эти поступки нельзя оправдать». Натурные съёмки проходили в Одинцовском районе Подмосковья в усадьбе Щербатовых, созданной Петром Бойцовым. Специально для съемок на территории усадьбы был создан сад роз. Интерьерные съемки проходили в павильонах. Сцены, в которых видно море, снимали на юге, в окрестностях Туапсе.
Премьера шоу состоялась 1 ноября 2022 года на стриминговом сервисе «Иви». Все четыре серии вышли в один день.

## Оценки
У обозревателя «Российской газеты» сериал вызвал ассоциации с фильмом Софии Копполы «Роковое искушение». Другой рецензент назвал «Пансион» «отталкивающим эксплуатационным триллером», «эдаким ответом „Основному инстинкту“ и готической „Сонной лощине“ Бёртона»; по его мнению, в шоу слишком много эротических сцен, повествованию вредят клиповая стилистика и абсурдность сюжета.
Рецензент «Газеты.ru» констатирует, что для «Пансиона» характерны все недостатки лент Подгаевского — «неестественная литературность речи, сценарная невнятность и тревожное увлечение эротикой в кадре». При этом он относит к сильным сторонам шоу «захватывающую историю», «обворожительный сеттинг», «блестящее движение камеры», общую атмосферность.
Кинокритик издания «7 Дней» называет сериал чистым, дистилированным слоубернером и выражает надежду на то, что «однажды мы выработаем и собственный культурный код „страшного кино“, а пока пытаемся наслаждаться талантливой стилизацией».